# Balurghat
Balurghat est une ville indienne située dans le district de Dakshin Dinajpur dans l'état du Bengale-Occidental. En 2011, sa population était de 151 183 habitants.